# Treehouse of Horror XXVI
Treehouse of Horror XXVI é o quinto episódio da vigésima sétima temporada da série de animação de comédia The Simpsons, sendo exibido originalmente na noite de 25 de Outubro de 2015 pela Fox Broadcasting Company (Fox) nos Estados Unidos. Apresenta três segmentos principais, entre os quais Homer perde a memória de repente, todas as crianças obtêm super poderes de radiação e Sideshow Bob finalmente consegue matar Bart.
Escrito por Joel H. Cohen e dirigido por Steven Dean Moore, é o vigésimo sexto episódio de Treehouse of Horror, série de especiais de dia das bruxas. Conta com a participação dos atores convidados Chris Wedge e Kelsey Grammer, interpretando Sideshow Bob.
O episódio foi bem recebido pela crítica de televisão especializada e de acordo com o instituto de mediação de audiências Nielsen, foi assistido por 6,75 milhões de espectadores em sua exibição original e recebeu uma quota de 2.7/8 no perfil demográfico de telespectadores entre os 18 aos 49 anos de idade.

## Enredo

### "Procura-se: Morto e Depois Vivo"
Sideshow Bob atrai Bart a sala de música de sua escola e, finalmente, o mata com um arpão no peito. Bob torna-se então um professor da Universidade de Springfield, mas está decepcionado com seus alunos preguiçosos e perde a emoção de matar Bart. Ele reanima Bart com uma máquina, a fim de matá-lo de várias maneiras diferentes. O resto da família encontra Bart no porão de Bob, onde ele estava prestes a matá-lo legalmente antes de Homer decapita-lo com uma lâmpada. Bart, em seguida, coloca a cabeça de Bob na máquina com várias partes de animais, reanimando-o em uma criatura híbrida. Bob continua a ser um professor o tempo inteiro, mas fica irritado quando um de seus alunos pergunta o qual o suposto ser que ele é.

“Vinte e quatro anos tentando matar uma criança de dez anos de idade, e finalmente valeu a pena!”

— Sideshow Bob após finalmente matar Bart Simpson.

### "Homerzilla"
Uma paródia de Godzilla. Em 1950, no Japão, o avô da família Simp-san frequentemente sacrifica um donut para manter um monstro marinho gigante, o Homerzilla, na baía. Mas quando o avô morre e não há mais donuts, Homerzilla destrói a cidade. O evento é revelado como sendo um filme japonês clássico assistido por produtores de cinema que tentam criar um remake. Mas o filme falha na bilheteria e os produtores despejam tudo relacionado ao filme no mar. Coincidentemente, o local de despejo acontece onde Homerzilla está dormindo.

### "Telepatas Gloriosas"
Em uma paródia de Chronicle, Lisa e Milhouse obtêm superpoderes após ficarem expostos a resíduos nucleares,mas apesar de bart também ficar exposto resíduos nucleares,ele não ganha superpoderes.Apesar da Insistência de Lisa em manter seus poderes em segredo, Milhouse rapidamente enlouquece, mas é detido por Maggie, que também obteve poderes. Ela, em seguida, usa seus poderes para beneficiar o mundo antes de tirar uma soneca. O segmento termina com Kang e Kodos decepcionados por terem feito uma participação especial no final novamente.

## Produção
Treehouse of Horror XXVI é o quinto episódio da vigésima sétima temporada de The Simpsons, além de ser o vigésimo sexto especial de dia das bruxas da série, produzido sob o código TABF18. Escrito por Joel H. Cohen e dirigido por  Steven Dean Moore, possui três segmentos principais, assim como nos outros especiais Treehouse of Horror. Esse é o segundo episódio escrito por Cohen na temporada, sendo ele autor de Cue Detective. Dean Moore fez sua estreia como diretor nessa temporada, sendo Waiting for Duffman, da vigésima quinta temporada, o mais recente episódio dirigido por ele.
Entrevistado pelo The Hollywood Reporter em Setembro de 2015, Al Jean falou sobre o episódio: "Estamos tentando quebrar barreiras, fazer coisas que nunca fizemos. É um pouco de um tributo muito assustador para desenhos animados da Hanna-Barbera, mas atualizado. Então nós temos a seguinte situação: Sideshow Bob mata Bart. E se você quisesse que isso acontecesse, está perto de obter o seu desejo. Eu sempre fui o tipo de garoto que queria que o Coyote matasse o Papa-Léquas, então isso me fez deixar Kelsey Grammer [que dubla Sideshow Bob] muito feliz. Para ele, soou definitivamente como um "Oh, finalmente!". E Bart ainda pode reaparecer no show— nós não iremos realmente matar Bart. É o show de Halloween onde tudo pode acontecer. Então nós temos uma paródia de Godzilla, onde ele se transforma em todos os remakes de Godzilla que eles fazem que ninguém quer ver, e há um segmento com base no Chronicle".

## Recepção
De acordo com o sistema de mediação Nielsen o episódio foi assistido por 6,75 milhões de telespectadores, e recebeu uma quota de 2.7/8 no perfil demográfico de telespectadores entre os 18 aos 49 anos de idade, o que significa que foi assistido por 2,7% de todas as pessoas adultas com faixa etária entre os 18 aos 49 anos nos EUA, e por 8% de todas as pessoas adultas de 18 a 49 anos de idade assistindo televisão no momento da transmissão. Foi o terceiro show mais assistido da Fox naquela noite, perdendo apenas para a transmissão da NFL no domingo (24,46/8.1) e o pós-jogo da NFL (12,12/4.2). Em compensação, foi o show roteirizado mais assistido da Fox e o que mais pontuou na televisão aberta americana.
No geral, o episódio recebeu críticas positivas da crítica de televisão especializada. Dennis Perkins do The A.V. Club o avaliou com um B-, comentando que o episódio "Não tem móveis que vêm à vida, mas não é muito mais inspirado do que o resumo de improviso. Em um grande "segmento Treehouse", parece que o show é bastante estourando com grandes ideias que apenas possivelmente se encaixam na continuidade regular."